# Àngels Gregori

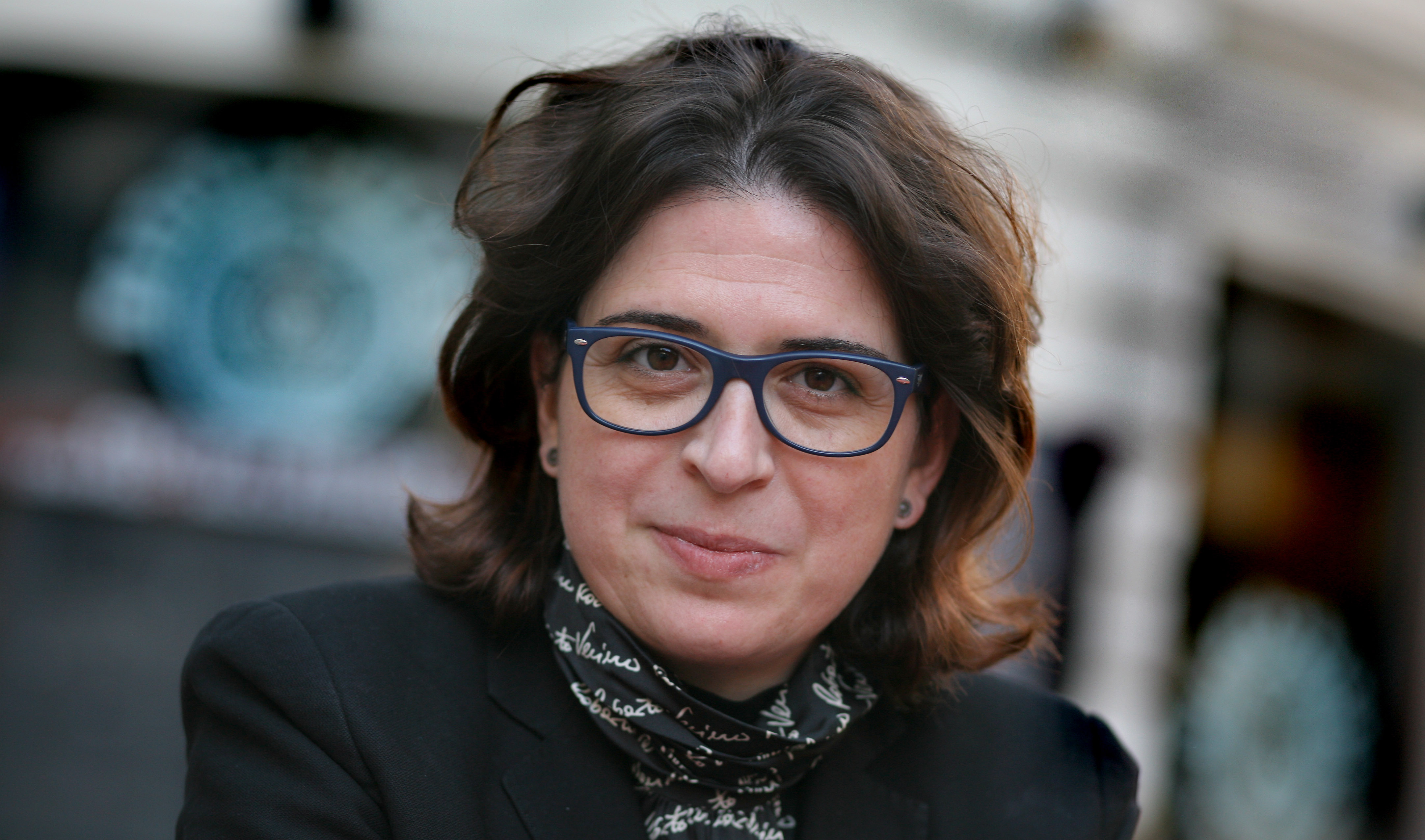
Àngels Gregori. Fotografía de Jesús Ciscar

Àngels Gregori i Parra (Oliva, Valencia, 14 de enero de 1985) es una poeta y gestora cultural, directora del Festival de Poesía de Oliva desde sus inicios, en 2005.

## Biografía
Gregori nació en Oliva en 1985 y vive entre Barcelona y Valencia. Es licenciada en Teoría de la Literatura y Literatura Comparada por la Universidad de Barcelona, Máster de Gestión Cultural por la Universidad Abierta de Cataluña, con la tesina Els festivals de poesia com a mitjà de difusió  y Máster en Didácticas Específicas por la Universidad de Valencia. Se doctoró cum laude en el año 2015 por la Universidad de Valencia. El año 2003 recibió el premio Amadeu Oller para jóvenes poetas inéditos con el poemario Bambolines. A los diecinueve años creó la Poefesta, el Festival Internacional de Poesía de Oliva, y desde entonces cada año ha dirigido la organización. Ha sido comisaria de Barcelona Poesia (2017-2019), y de Poesia Lleida desde 2018 hasta la actualidad. Durante los años 2022 y 2023 ha coordinado los actos literarios de Villa Amparo, la Casa de los Poetas-Antonio Machado de Rocafort. El año 2007 ganó el premio Ausiàs March de Poesía de Gandía, con Llibre de les Brandàlies. El año 2010 recibió el premio Alfons el Magnànim de Poesía por la obra New York, Nabokov & Bicicletes. En 2013 recibió el premio de Poesía de los Juegos Florales de Barcelona con el poemario Quan érem divendres. En 2018 gue galardonada con el Premio Vicent Andrés Estellés de poesía por la obra Quan els grans arbres cauen, que mereció el Premio de la Crítica de los Escritores Valencianos. Su obra ha sido incluida en varias antologías de poesía y ha sido traducida a varios idiomas, como el italiano, el castellano, el francés, el croata y el asturiano. En 2021 fue comisaria de la exposición Francisco Brines: la certidumbre de la poesía. Es, desde el año 2020, miembro de la Acadèmia Valenciana de la Llengua. 

## Obra
- Bambolines, (Barcelona : Galerada. Premio Amadeu Oller, 2003).[7]
- Llibre de les Brandàlies (Barcelona: Edicions 62. Premio Ausiàs March de Poesía de Gandía 2007).[8]
- New York, Nabokov & Bicicletes, (Alzira: Edicions Bromera. Premio Alfons el Magnànim València de Poesia, 2010)
- Herències, (València: Perifèric Edicions. Premio poesía Manel Garcia Grau, 2011).[9]
- Quan érem divendres, Barcelona: Col·lecció Mitilene de l'Editorial Meteora. Premio de poesía dels Jocs Florals de Barcelona, 2013).[3]
- Quan els grans arbres cauen. Alzira: Bromera, 2018. Premio de Poesía Vicent Andrés Estellés. Premio de la Crítica de los escritores valencianos.
- Deberíamos habernos quedado en casa. Barcelona: Godall, 2020
- Jazz. Barcelona: Proa, 2023

Participación en antologías
- Joves poetes catalans de Jordi Valls. (València, Brosquil. 2004).
- Los versos de los acròbates de David Castillo. (México. Editorial Paraíso perdido, 2005).
- Parlano le donne de Donatella Siviero. (Nápoles. Tullio pironti editore, 2008).
- El poder del cuerpo de Meri Torras. (Madrid, Castalia Publishing Company, 2009).
- Revue de poésie Exit Àngels Gregori. (Québec, nº 58, 2010. Traducción de Elisabet Ràfols).
- L'àrbre à paroles. (Francia, La maison de la poesie d'Amay).
- Cada oliva és un estel fos de Pau Sanchis y Angel Igelmo. (Seminario de traducción poética de Farrera. Institució de les Lletres Catalanes, 2010).